# モノメチルヒドラジン
モノメチルヒドラジン（英: Monomethylhydrazine, MMH）は、ヒドラジン誘導体の有機化合物である。単にメチルヒドラジンとも。
キノコの一種シャグマアミガサタケの成分ギロミトリン(Gyromitrin)が加水分解して生成することでも知られる。
ロケットエンジンの推進剤に燃料として使われる。適当な酸化剤（四酸化二窒素など）とともに用いると自己着火性を有しており、燃料バルブの開閉だけで推力の制御ができるため、人工衛星や宇宙船の姿勢制御用エンジン（スラスター）用に用いられる。
引火性、発火性があり、日本では消防法により危険物第5類（自己反応性物質）に指定されている。また肝臓・腎臓・腸・膀胱に障害を起こす。発癌性を持つことでも知られている。

## MMHを使用したロケットエンジンの例
- OMS：スペースシャトル・オービターの軌道操作エンジン（スラスター）
- Aestus：アリアン5の第2段用エンジン